# Hvar (ciutat)
Hvar (en dialecte local: Hvor o For, en grec: Pharos, en llatí: Pharia, en italià: Lesina) és un municipi que dona nom a una illa de Dalmàcia, a Croàcia, situat al costat oposat de l'illa de Stari Grad.